# The Warriors
The Warriors is een Amerikaanse film uit 1979 van regisseur Walter Hill gebaseerd op een boek van Sol Yurick met dezelfde naam. Naar aanleiding van de film werd een gelijknamig computerspel gemaakt.

## Verhaal
Tijdens een bijeenkomst van bendes in New York, in een poging alle bendes te verenigen en zo de macht over de stad over te nemen, wordt leider Cyrus neergeschoten. De leider van de Warriors wordt ten onrechte beschuldigd en moet met zijn bende trachten terug te komen in hun eigen stadsdeel, Coney Island. De plot van de film is gebaseerd op de Tocht van de tienduizend van Xenophon. In zijn verslag beschrijft Xenophon hoe hij de leiding kreeg over een groep Grieken in Perzië. Hun leider Cyrus was gesneuveld en Xenophon leidde de groep terug naar Griekenland. Ze trokken door vijandelijk gebied en werden belaagd door vijandelijke stammen. Vele Grieken sneuvelden, maar de overlevenden bereikten de zee.

## Personages
- Cleon is de leider van The Warriors. Hij is degene die op de ideeën komt. Nadat The Warriors beschuldigd worden wordt hij doodge-elleboogd door The Riffs.
- Swan is de rechterhand van Cleon. Hij is altijd kalm en heeft ook vaak briljante ideeën.
- Ajax is de 'dommekracht' van The Warriors. Hij wil altijd zijn zin hebben, is eigenwijs en wordt heel snel kwaad en agressief. Hij is echter wel heel sterk en The Warriors kunnen niet zonder hem. Hij wordt in Riverside Park gearresteerd als hij na het gevecht met de Baseball Furies een undercover politieagente probeert te versieren.
- Snow is het 'stille' lid van The Warriors. Hij heeft een afrokapsel. Hij zegt niet veel, maar is wel erg sterk.
- Rembrandt is een latino jongen met een afrokapsel. Hij is niet echt sterk, maar hij kan wel heel goed muren bekladden met graffiti. Daardoor is hij toch nog een nuttig lid.
- Cochise is een echte 'high-kicking' soldaat die graag keet trapt en actie wil. Hij draagt een Afrikaanse bandana, inheems Amerikaanse juwelen en draagt laarzen en een broek van Indianen-stijl.
- The Fox is een lid met een goed geheugen. Hij is slim en snel van begrip. Hij is de ideale verkenner en tevens scout van The Warriors. Hij wordt op 96th Street (Broadway-Seventh Avenue Line) voor een trein gegooid door een politieagent.
- Cowboy is het lid met gezond verstand. Hij ligt altijd goed in de groep en heeft altijd een Stetson cowboyhoed op. Ook is hij zeer optimistisch.
- Vermin is een behoorlijke bikkel. Hij is pessimistisch, maar loyaal. Hij is een betrouwbare bondgenoot die je nooit laat vallen.

## Rolverdeling
| Acteur                  | Personage                       |
| ----------------------- | ------------------------------- |
| Michael Beck            | Swan                            |
| James Remar             | Ajax                            |
| Dorsey Wright           | Cleon                           |
| Brian Tyler             | Snow                            |
| David Harris            | Cochise                         |
| Tom McKitterick         | Cowboy                          |
| Marcelinho Sanchez      | Rembrandt                       |
| Thomas G. Waites        | The Fox                         |
| Terry Michos            | Vermin                          |
| Deborah van Valkenburgh | Mercy                           |
| Jerry Hewitt            | Baseball Furies leider          |
| Ginny Ortiz             | Snoep winkel meisje             |
| Joel Weiss              | Cropsey (2de leider The Rogues) |
| Roger Hill              | Cyrus (Leider The Riffs)        |
| Lisa Maurer             | The Lizzies leider              |
| David Patrick Kelly     | Luther (The Rogues leider)      |
| Edward Sewer            | Masai (2de leider The Riffs)    |
| Paul Greco              | Sully (The Orphans leider)      |
| Apache Ramos            | 2de Orphans leider              |
| Konrad Sheehan          | Punks leider                    |
| Lynne Thigpen           | Radio DJ                        |
| Mercedes Ruehl          | Politieagente in Central Park   |

## Bendes
- The Turnbull AC's
- The Orphans
- The Baseball Furies
- The Lizzies
- The Punks
- The Rogues
- The Gramercy Riffs
- The Hi-Hats
- The Destroyers
- The Hurricanes
- The Boppers
- The Electric Eliminators
- The Savage Huns
- The Moonrunners
- The Saracens
- The Satans Mothers
- The Jones Street Boys
- The Van Cortland Rangers
- The Boyle Avenue Runners
- The Gladiators
- The Panzers
- The Warriors
- The Destroyers